# Emilia Cardona
Emilia Cardona (Costigliole d'Asti, 17 dicembre 1899 – Pistoia, 29 luglio 1977) è stata una giornalista e scrittrice italiana.

## Biografia
Nasce in una famiglia della borghesia della terra, ultima di cinque figli: due maschi e tre femmine. Il padre Davide lavora come ufficiale giudiziario presso la Pretura di Costigliole d’Asti, la madre Maria Massaro viene da una famiglia della borghesia rurale del paese.
Nel 1923 sposa il pittore Mario Massimo Mencarelli, ma nel 1926 è inviata a Parigi per la Gazzetta del Popolo, dove incontra l'ottantasettenne pittore ferrarese Giovanni Boldini che, annullato il precedente matrimonio, sposa nel 1929 ma ne resta vedova nel 1931. L'anno successivo, a Londra, si unisce in matrimonio con lo scultore Francis La Monaca che muore nel 1937.

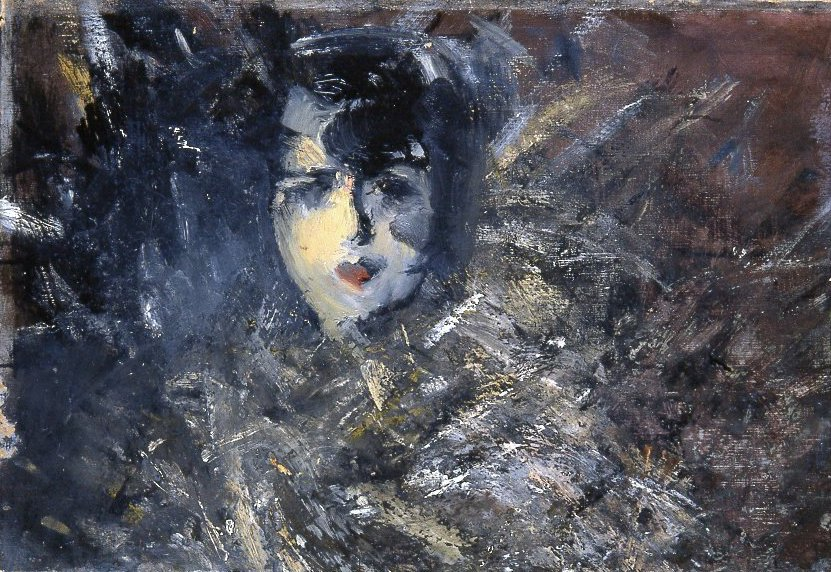
Ritratto fatto da Boldini

Dopo la morte del terzo marito torna in Italia e si dedica alla ricerca degli affreschi giovanili di Boldini, stabilendosi a Pistoia presso Villa Falconiera, che acquista. Lasciata dunque Parigi continua la sua attività di giornalista e scrittrice mentre si dedica alla valorizzazione delle opere di Boldini. Si sposa una quarta volta nel ’45 a Firenze con il pittore Mario Marinelli, di sei anni più giovane, ma il matrimonio verrà in seguito annullato.
La sua vita si conclude nel 1977 a Pistoia e riposa nel cimitero di Ferrara accanto a Giovanni Boldini. La sua figura è stata rivalutata nel suo paese di origine, tanto che l’Amministrazione Comunale ha intrapreso un percorso culturale di sua valorizzazione storica.

## Formazione scolastica

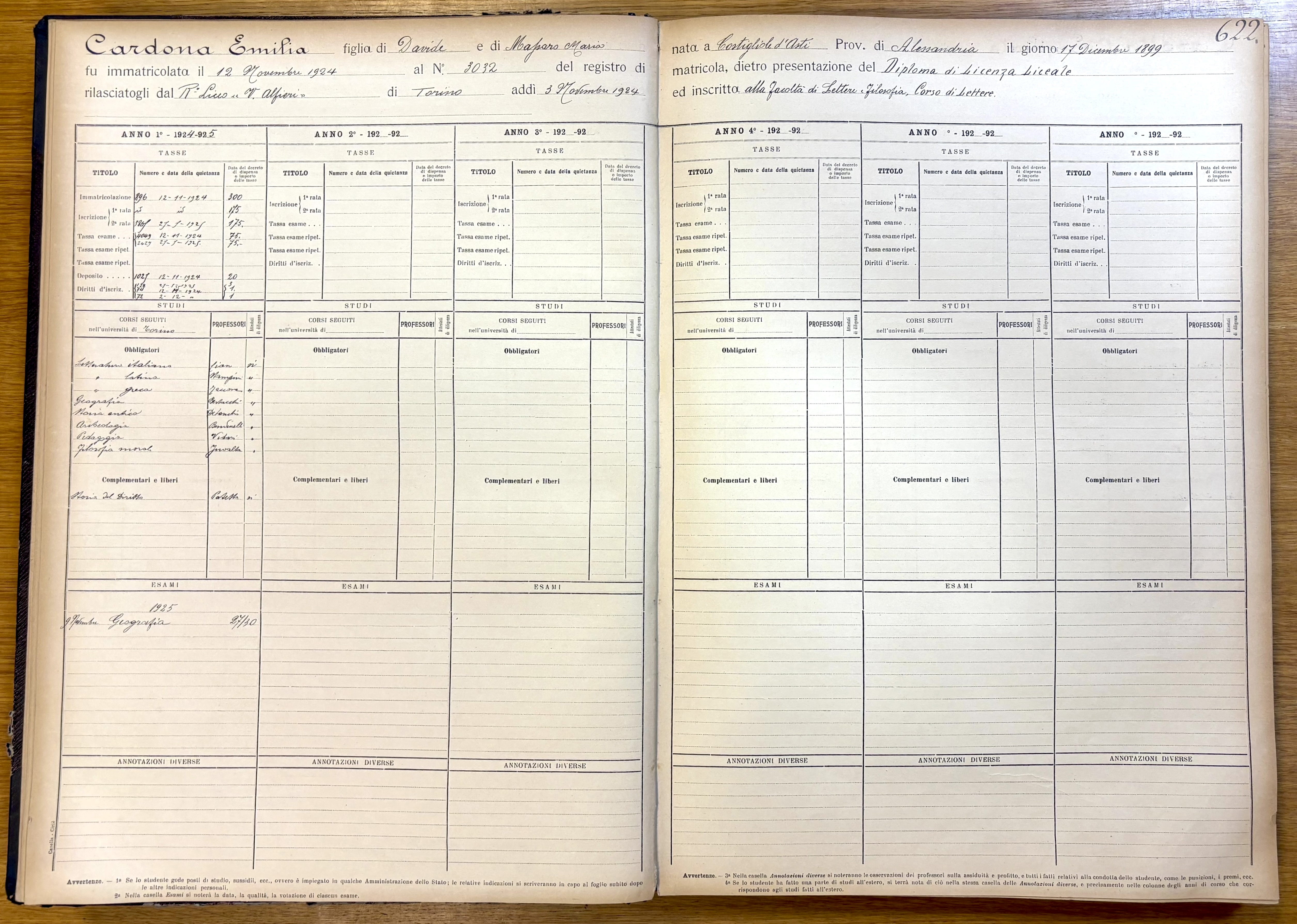
Registro di carriera

Riceve un’educazione avanzata per l’epoca, caratterizzata da una forte determinazione personale a studiare e ad affermarsi in un contesto sociale dominato da evidenti restrizioni per le donne. Ottenuto il diploma magistrale è intenzionata a proseguire gli studi. Entra quindi in contrasto con la famiglia che preferirebbe mandarla a lavorare. Decide allora di uscire di casa e mantenersi da sola per continuare a studiare. Il 3 novembre 1924 ottiene così il Diploma di Maturità presso il Regio Ginnasio Liceo Vittorio Alfieri di Torino. "Non sarò mai tanto orgogliosa di quanto ho fatto, come d’aver ottenuto la licenza liceale senza aver preso una sola lezione di greco e di latino".
Iscrittasi alla Facoltà di Lettere e Filosofia dell’Università di Torino, studia e lavora, ma la sua carriera giornalistica la coinvolge totalmente e, decisa a dedicarsi esclusivamente a quest’ultima, riesce a imporsi come scrittrice in un mondo professionale prevalentemente maschile.

## Vita professionale
La sua figura appare in articoli e saggi quasi sempre all’ombra del marito, il pittore Giovanni Boldini; al contrario, Tiziano Panconi di lei dice: "Una donna molto emancipata, di notevole cultura e una grandissima scrittrice, tratti che le consentirono di avvicinare un genio come Boldini, che da lei si sentiva capito e aveva piacere della sua compagnia". L'intenso rapporto tra Emilia e il Maestro è altresì raccontato nel libro di Sigfrido Bartolini, dedicato a Boldini macchiaiolo.

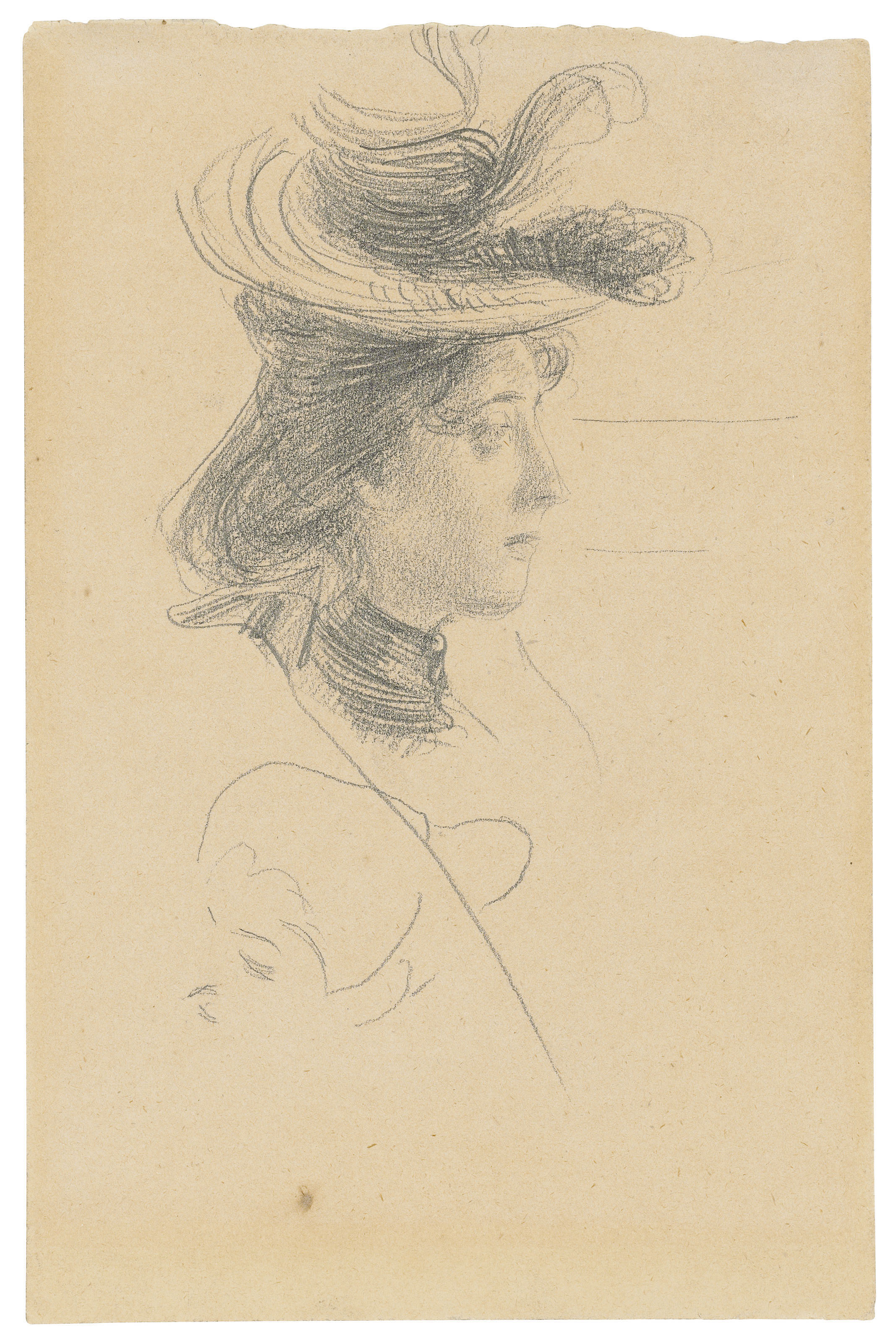
Suo ritratto fatto da Boldini

Fu molto più della "moglie di Boldini": scrittrice determinante nella promozione della Belle Époque, attraverso la sua attività giornalistica abbracciò i diritti delle donne, l'impegno intellettuale e la tutela dell'arte, diventando un esempio di libertà e modernità nel secolo scorso.
La sua feconda produzione spazia dai primi articoli su Il Regno di Torino a quelli pubblicati come inviata da Parigi per la Gazzetta del Popolo di Torino e per il giornale parigino L’Intransigeant fino a romanzi, biografie e libri d’arte. A partire dagli anni in cui muove i suoi primi passi tra intellettuali e artisti torinesi, gli intensi contatti tra Parigi e Torino le permettono di consolidare le sue relazioni con gli ambienti parigini e pubblicare libri ed articoli anche in francese.
La sua abilità narrativa è evidente in ogni sua produzione ed è sempre arricchita da un'intensa partecipazione emotiva, come testimoniano i temi da lei affrontati che contengono molti richiami autobiografici e raccontano le sue esperienze nel mondo dell’arte nella Parigi della Belle Époque, con cronache di vita artistica e mondana della capitale francese negli anni '20 e '30. Non mancano tuttavia scorci sui primi del ‘900 nella piccola comunità rurale del basso Piemonte di cui è originaria.

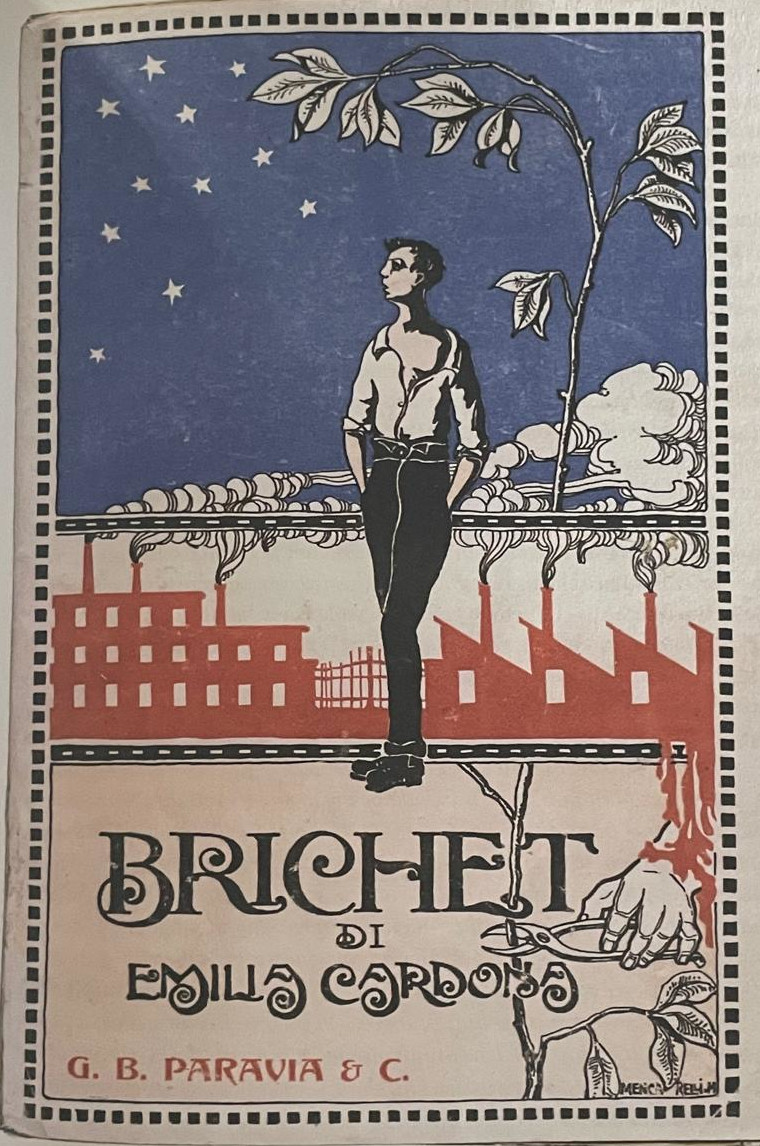
Copertina del libro del 1921

Il suo primo romanzo Brichet, pubblicato a 21 anni presso l'importante editore Paravia, descrive con efficacia la stagione dei grandi consigli di fabbrica, degli scioperi e delle occupazioni delle fabbriche, con richiami a ideali socialisti; il volumetto successivo, Donne del vecchio Piemonte, è una scelta di genere per rivolgere lo sguardo alle donne che, nate nella oscura massa del popolo, seppero elevarsi e valere come gruppo coeso. Il romanzo La famiglia Tamburi si concentra su contenuti familiari come l’amore e la profonda ammirazione per sua madre e 
sull’aperta censura dei pregiudizi della piccola borghesia di provincia, nonché sul rifiuto del mondo decadente e senza valori in cui contano solo denaro, potere e apparenza come ne Le belle di Villa Borghese. Talvolta la sua produzione contiene elementi fantastici con pennellate ecologiste come nell'Appel du souvenir.
Motivo ricorrente dei suoi articoli, libri d’arte e di tutta la sua vita è la valorizzazione delle opere e della memoria di Giovanni Boldini, facendo della sua eredità non un lascito passivo, ma un patrimonio da tutelare e valorizzare.

## Scritti
- Brichet, G.B. Paravia e C. Torino, 1921
- Donne dell’antico Piemonte, Italia Industriale Artistica. Torino, 1923
- Vie de Jean Boldini, Eugène Figuiere, Paris, 1931
- L’Homme au chapeau bleu, Eugène Figuiere, Paris, 1932
- L’appel du souvenir, B Grasset, Paris, 1936
- Lo studio di G. B., centosessantasette tavole in rotocalco e sette tricromie, Edizioni Rizzoli e C., Milano, 1933
- La famiglia Tamburi, Ceschina, Milano, 1938
- Boldini nel suo tempo, Guarnati, Milano, 1951
- Boldini Parisien d’Italie, Grund, Paris 1952
- Le belle di Villa Borghese, Guarnati, Milano, 1952.

## Riconoscimenti
- Carlo Cerrato con “ Genti e paesi Edizioni", con il sostegno del Lions di Costigliole, ha edito una versione anastatica del suo libro La famiglia Tamburi con lo scopo di promuovere la conoscenza della sua figura[2].